# Pseudopilotrichum
Pseudopilotrichum là một chi rêu trong họ Lembophyllaceae.